# 리금숙
리금숙(1978년 8월 16일 ~ )은 북한의 전직 여자 축구 선수로 선수 시절 포지션은 공격수였으며 현재 북한 여자 대표팀 역대 국제 A매치 최다 출전자이자 최다 득점 기록 보유자이다.

## 선수 시절
1978년 8월 16일 함경남도 함흥시에서 농구 선수로 활동했던 부모 사이에서 태어나 15세의 나이에 4.25체육단 입단을 통해 본격적으로 축구인으로서의 길을 걷기 시작했다.
그 뒤 1998년 북한 여자 대표팀에 처음으로 발탁된 이후 진별희와 함께 북한 여자 대표팀 공격의 핵심을 형성하며 같은 해에 열린 1998년 아시안 게임 은메달 획득에 기여했다.
그리고 이듬해에 열린 1999년 FIFA 여자 월드컵에 참가하여 덴마크와의 조별리그 2차전에서는 3-1 승리를 거두었지만 아프리카의 강호 나이지리아와의 1차전과 개최국이자 여자 축구 세계 최강 미국과의 최종전에서는 패하며 1승 2패·A조 3위로 조별리그 탈락의 고배를 마셨다.
그로부터 2년 뒤 대만에서 열린 2001년 AFC 여자 아시안컵에서는 6경기에서 무려 15골로 최다 득점상에 오르며 북한의 사상 첫 여자 아시안컵 우승을 이끌었고 이듬해에 대한민국 부산에서 열린 2002년 아시안 게임에도 출전하여 베트남과의 최종전에서 득점을 기록하며 북한 여자 축구 역사상 첫 아시안 게임 금메달 획득에 일조했다.
그리고 또 다시 이듬해에 열린 2003년 AFC 여자 아시안컵에서도 진별희(9골)와 함께 무려 이 대회에서만 24골을 합작하며 북한의 2회 연속 여자 아시안컵 우승과 함께 2회 연속 여자 월드컵 본선 진출에 크게 기여한 것은 물론 2001년 대회에 이어 2회 연속 득점상과 대회 MVP를 석권했고 이러한 공로를 인정받아 그 해 6월에는 아시아 축구 연맹으로부터 이달의 선수로 선정되었으며 2개월 후에는 인민체육인 칭호를 얻었다.
그 후 2003년 FIFA 여자 월드컵 본선에서는 나이지리아를 상대로 4년 전 대회에서의 패배를 설욕하는데는 성공했지만 북유럽의 강호 스웨덴과 홈팀 미국을 상대로는 연달아 패하며 1999년 대회에 이어 또 다시 여자 월드컵 본선 조별리그의 문턱을 넘지 못했다.
이후 2006년 아시안 게임에서는 대한민국의 농구 선수인 이규섭과 함께 한반도기를 앞세운 남북한 선수단의 공동 기수로 참가한 뒤 이 대회에서 4골을 터뜨리며 북한 여자 축구의 2회 연속 아시안 게임 금메달 획득을 이끌었고 이듬해에 열린 2007년 FIFA 여자 월드컵에서도 사상 첫 여자 월드컵 8강이자 1966년 FIFA 월드컵 남자 대표팀 이후 성인대표팀 기준 무려 41년만에 월드컵 8강 진출을 이끌었다.
그리고 같은 해에 진행된 2008년 하계 올림픽 아시아 지역 최종 예선에도 참가하여 북한 여자 축구 역사상 첫 올림픽 본선 진출까지 이끌었고 같은 해에는 AFC로부터 올해의 여자 선수상을 수여받았으며 2008년 하계 올림픽 본선에도 참가한 이후 국가대표팀 은퇴를 선언했다.

## 은퇴 이후
2008년 국가대표팀에서 은퇴한 뒤 박충혁과 결혼했고 김정일 당시 국방위원장으로부터 결혼상과 함께 고급 승용차, 현대적인 건축 양식으로 지어진 아파트를 부여받았으며 2015년에는 재일본조선인총련합회의 기관지인 《조선신보》가 리금숙 초병체육단 총감독, 리은숙 감독과의 인터뷰를 진행했다.

## 수상

### 국가대표팀
북한
- AFC 여자 아시안컵 : 우승 (2001, 2003)
- 아시안 게임 : 금메달 (2002, 2006), 은메달 (1998)

### 개인
- AFC 여자 아시안컵 득점상 : 2001, 2003 (이상 15골)
- AFC 여자 아시안컵 최우수선수 : 2003
- 아시아 축구 연맹 이달의 선수상 : 2003년 6월
- 아시아 축구 연맹 올해의 여자 선수상 : 2007